# Коткозеро
Коткозеро (рос. Коткозеро, карел. Kotkatjärvi) — село в Олонецькому районі Республіки Карелія, Росія. Адміністративний центр Коткозерського сільського поселення.

## Розташування
Село розташоване за 100 км від Петрозаводська на березі озер Віллальського та Коткозеро.

## Галерея

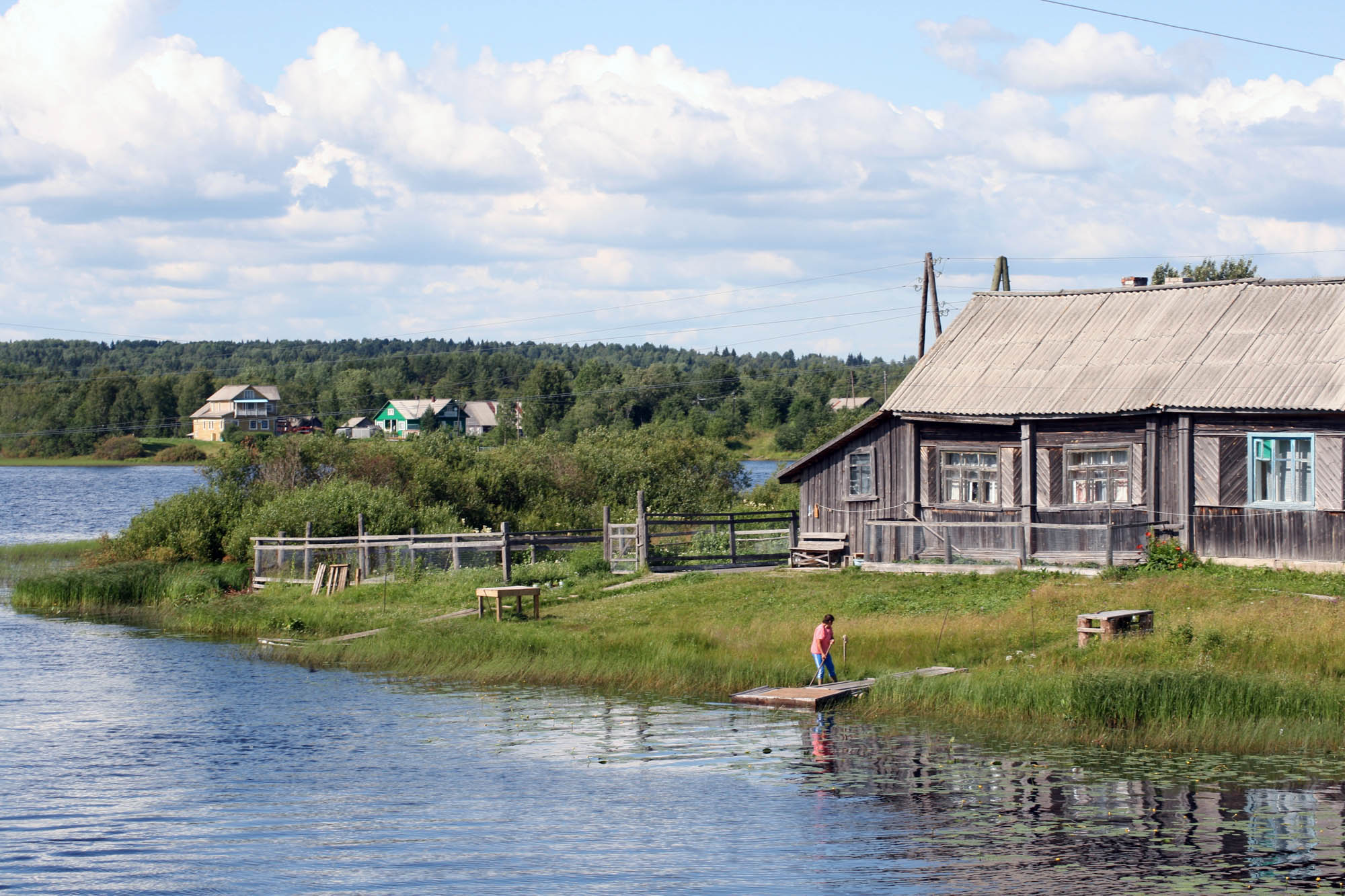
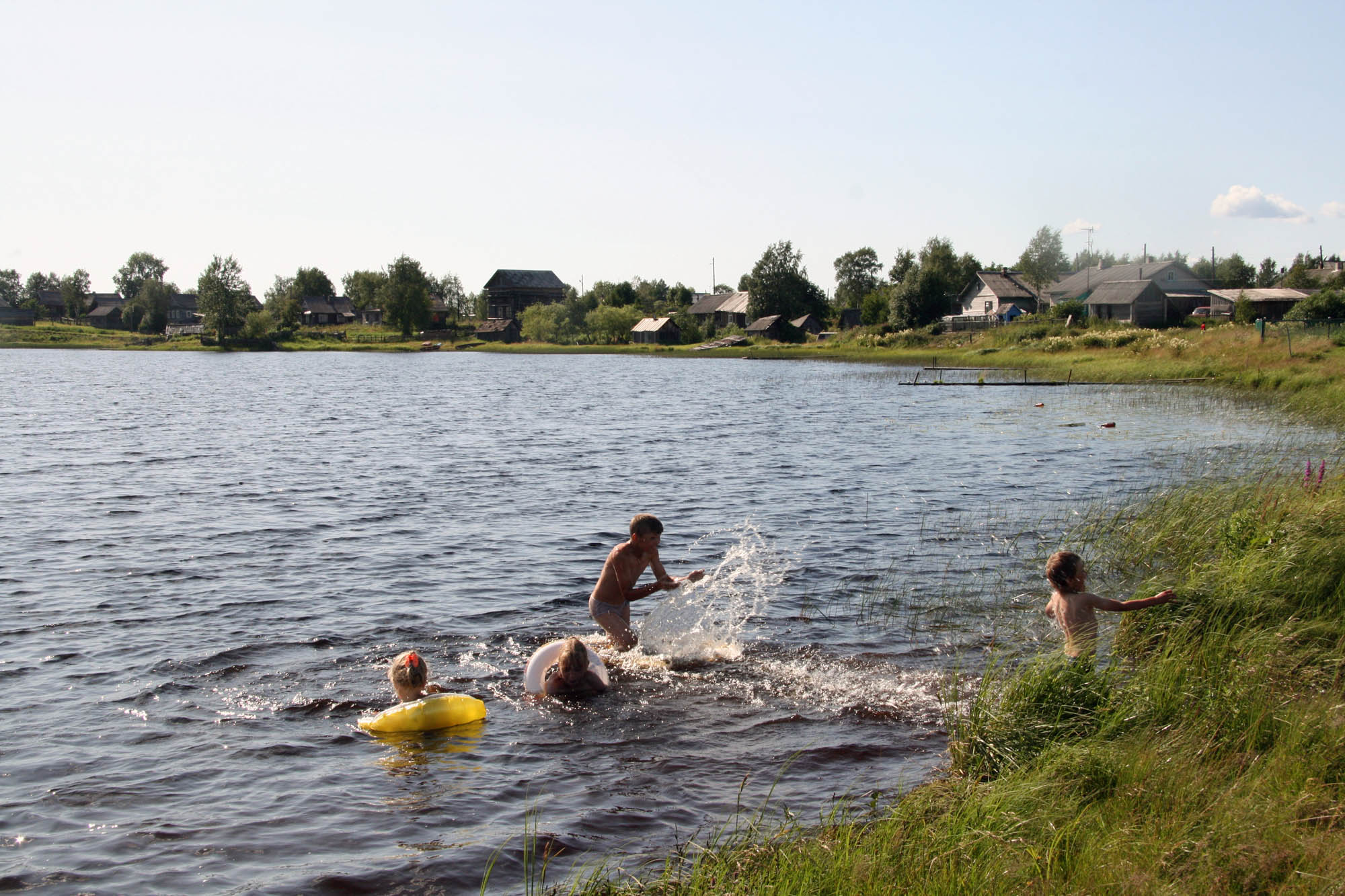